# Hugh A. Butler

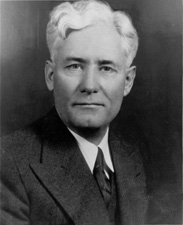

Hugh Alfred Butler (* 28. Februar 1878 in Missouri Valley; † 1. Juli 1954 in Washington, D.C.) war ein US-amerikanischer Politiker (Republikanische Partei) aus dem Bundesstaat Nebraska.

## Leben
Er verließ 1900 das Doane College in Crete.  Zunächst arbeitete er von 1900 bis 1908 als Bauingenieur der Chicago, Burlington and Quincy Railroad. Seine erste Station in der Politik war die Mitgliedschaft im City Board von Curtis 1908 bis 1913 und später die Mitgliedschaft im Board of Education von Omaha. Zwischen 1908 und 1940 arbeitete er in Getreidemühlen- und im Korngeschäft.
Er wurde ein Mitglied des Republican National Committee im Jahr 1936 und dessen Mitglied er bis zur Wahl 1940 in den US-Senat war. Er wurde zweimal, 1946 und 1952, wiedergewählt. Er diente als Vorsitzender des Committee on Public Lands im 80. Kongress der Vereinigten Staaten (1947 bis 1949) und als Vorsitzende des Committee on Interior and Insular Affairs im 83. Kongress der Vereinigten Staaten. Er war ein starker Gegner des vollen Status als Bundesstaat für das Alaska-Territorium während des größten Teils seiner Karriere im Senat, änderte aber er seine Meinung in den letzten Monaten seines Lebens. Er starb im Amt in der Nacht des 1. Juli 1954 nach einem Schlaganfall, den er einen Tag zuvor erlitten hatte. Er ist in Omaha im Forest Lawn Memorial Park beerdigt.
Robert Crosby, Gouverneur von Nebraska, ernannte nach seinem Tod Samuel Williams Reynolds zu seinen Nachfolger.